# Городско-сельская гмина
Городско-сельская гмина (пол. gmina miejsko-wiejska) — административная единица Польши, гмина (волость), состоящая из города и окружающих его сельских округов. Вспомогательными подразделениями (пол. jednostka pomocnicza) гмины в сельских поселениях являются солецтва.
Функцию административного центра городско-сельской гмины обычно исполняет город. Но есть и исключение: центром гмины Нове-Скальмежице является село Скальмежице, а не город Нове-Скальмежице.